# Светлана Медведева
Светлана Владимировна Медведева (на руски: Светла́на Влади́мировна Медве́дева) (с фамилия по рождение Линник) е съпруга на третия президент на Русия Дмитрий Медведев.
Завършва Ленинградския финансов и икономически институт през 1997 г. Работи по специалността си, още докато учи. През 1993 г. се жени за Медведев. Имат син – Иля (1995). Става първа дама, след като съпругът ѝ Дмитрий Медведев печели президентските избори на 7 май 2008 г.
Работи в Москва, занимава се с организация на обществени мероприятия. През 2006 г. по нейна инициатива се организира руски фестивал на изкуствата, проведен в Бари, Италия. Владее френски език.